# Fiat 2B
El Fiat Tipo 2B es un automóvil producido por el fabricante italiano Fiat entre 1912 y 1920. El modelo 2B tiene un motor de un solo bloque con válvula lateral de cuatro cilindros y 2815 cc, con un diámetro de 80 mm y una carrera de 140 mm. Tenía una relación de compresión de 4.2: 1, que producía 28 CV a 1800 rpm. El neumático era estándar, y en este modelo tenía las dimensiones 815X105. El Fiat Tipo 2B tenía una caja de cambios de 4 velocidades y una velocidad máxima de fábrica de 70 km / h (43 mph) / 75 km / h (47 mph).
Los primeros automóviles Fiat Tipo 2B tenían una carcasa de radiador angular. Los modelos de producción posterior tenían una carcasa de radiador en forma de pera, algo más alta. El chasis de fábrica Tipo 2B, listo para la instalación de varios estilos de carrocería, pesaba 760 kilogramos (1,680 lb).
Se produjeron 2.332 unidades entre 1912 y 1914.
A este modelo también se le conoce como "52B", el número de modelo de Fiat para el motor instalado en el Tipo 2B.
El Tipo 2B fue una versión ampliada del modelo anterior, el Fiat Zero.

## Galería

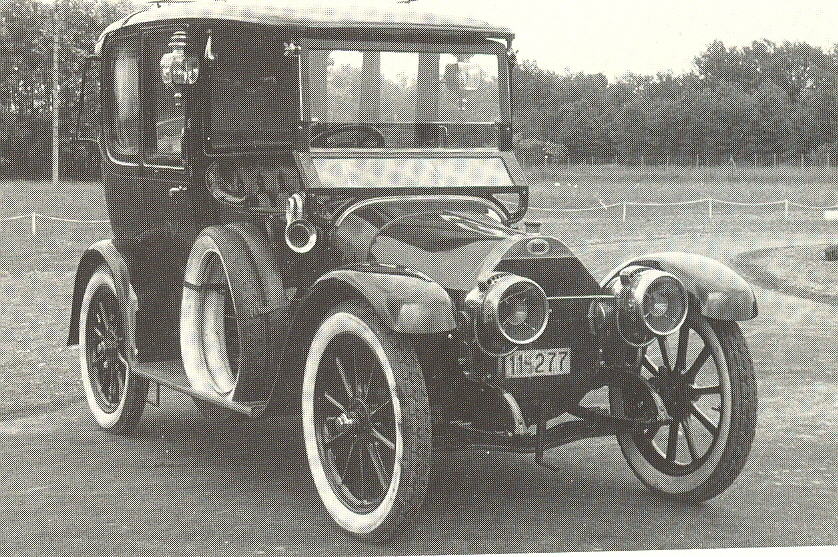
Fiat Tipo 2 de 1911
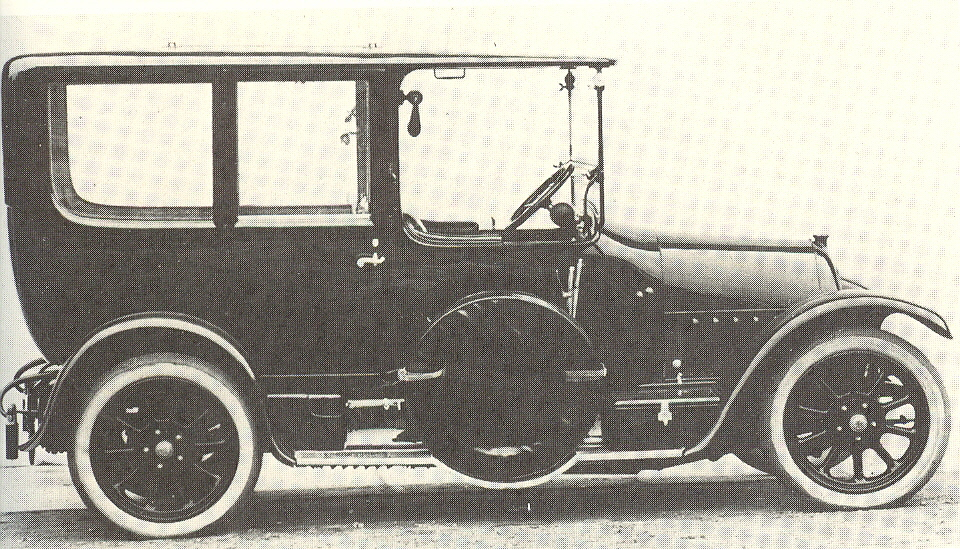
Fiat Tipo 2B de 1912